# Gustav Walter

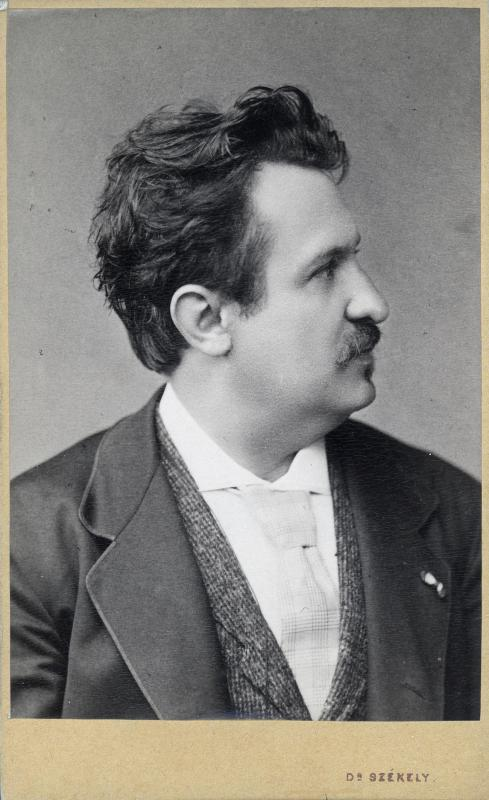
Gustav Walter.

Gustav Walter, född den 11 februari 1834 i Bilin (Böhmen), död den 31 januari 1910 i Wien, var en österrikisk operasångare.
Walter erhöll sin utbildning vid konservatoriet i Prag och anställdes 1856 vid Wiens hovopera, där han sedan intog en framstående plats. Han ansågs vara en av de främsta tysksjungande tenorsångarna i den finare genren och var särskilt en framstående tolkare av Schuberts Lieder. 